# Duomo di Mirano
Il Duomo di san Michele Arcangelo è il principale luogo di culto cattolico della città di Mirano, in città metropolitana di Venezia e diocesi di Treviso; è sede del vicariato di Mirano.

## Storia
La pieve di Mirano ha avuto un'origine di tipo conventuale. Nel XV secolo fu priorato dell'Ordine degli Agostiniani. Nel 1477 il priorato fu incorporato al convento della antica Congregazione di San Giorgio in Alga di Venezia. Nel 1668 i beni della pieve furono venduti dalla Repubblica di Venezia al priore del Convento della Lattuga, sempre in Venezia.
Il duomo di San Michele Arcangelo, patrono della parrocchia, è il rifacimento avvenuto nel XVII secolo di una precedente chiesetta rinascimentale, annessa ad un convento. 
I lavori iniziarono il 6 luglio 1680 e terminarono con la consacrazione del vescovo della Diocesi di Treviso, Giovanni Battista Sanudo, il 3 giugno 1696. Dal 1768 è gestito dal clero della Diocesi; dal 1771 è chiesa arcipretale.
A fianco del duomo sorge una cappella di stile rinascimentale, nota come "Scoletta" per essere stata la sede della confraternita del SS. Sacramento. Attualmente è sede della parrocchia ortodossa romena.

## Descrizione

### Esterno

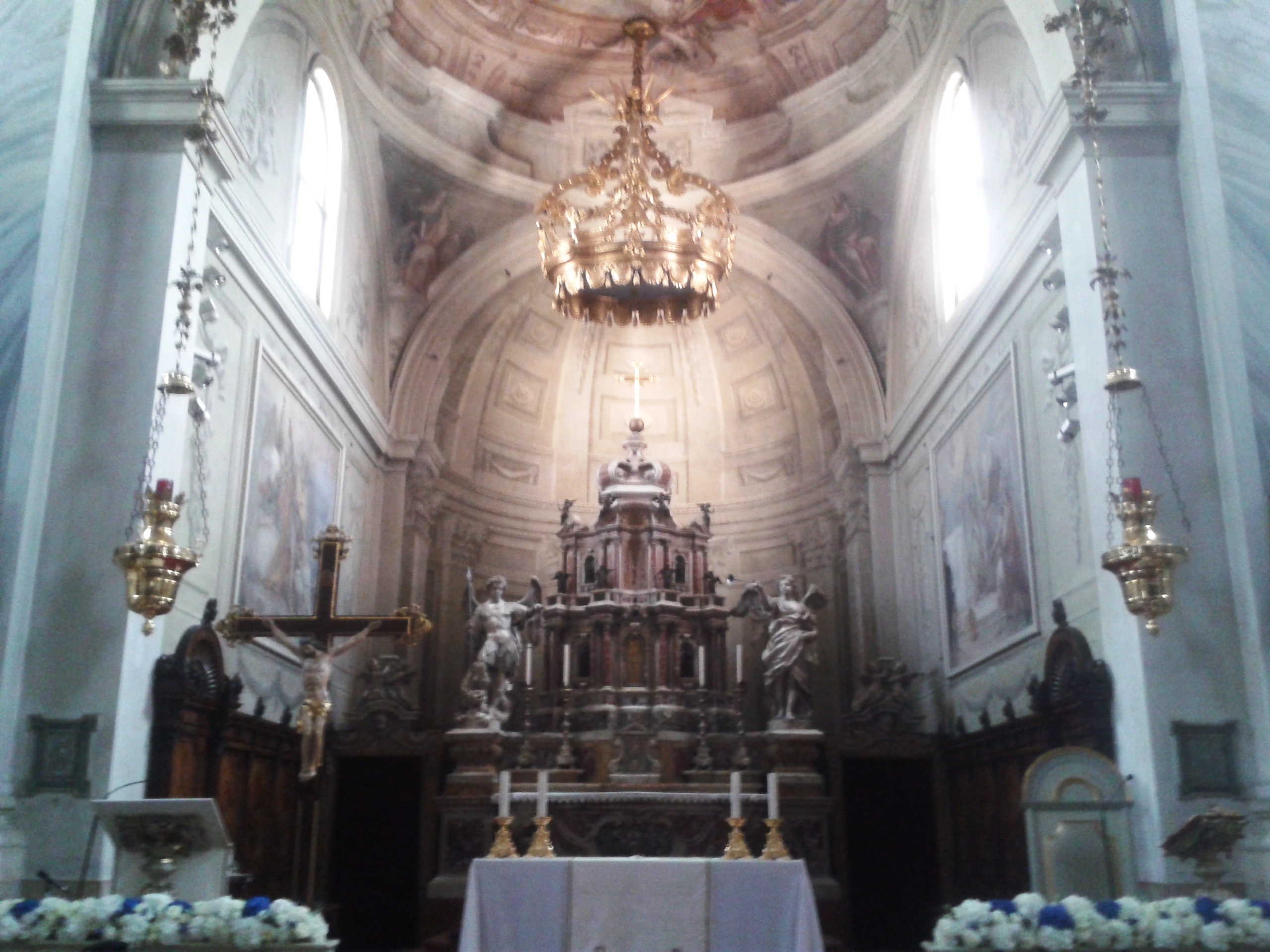
Altar maggiore del Duomo

L'esterno della chiesa si presenta estremamente spoglio. Nessuna decorazione, infatti, è presente nella facciata con timpano triangolare.

### Interno

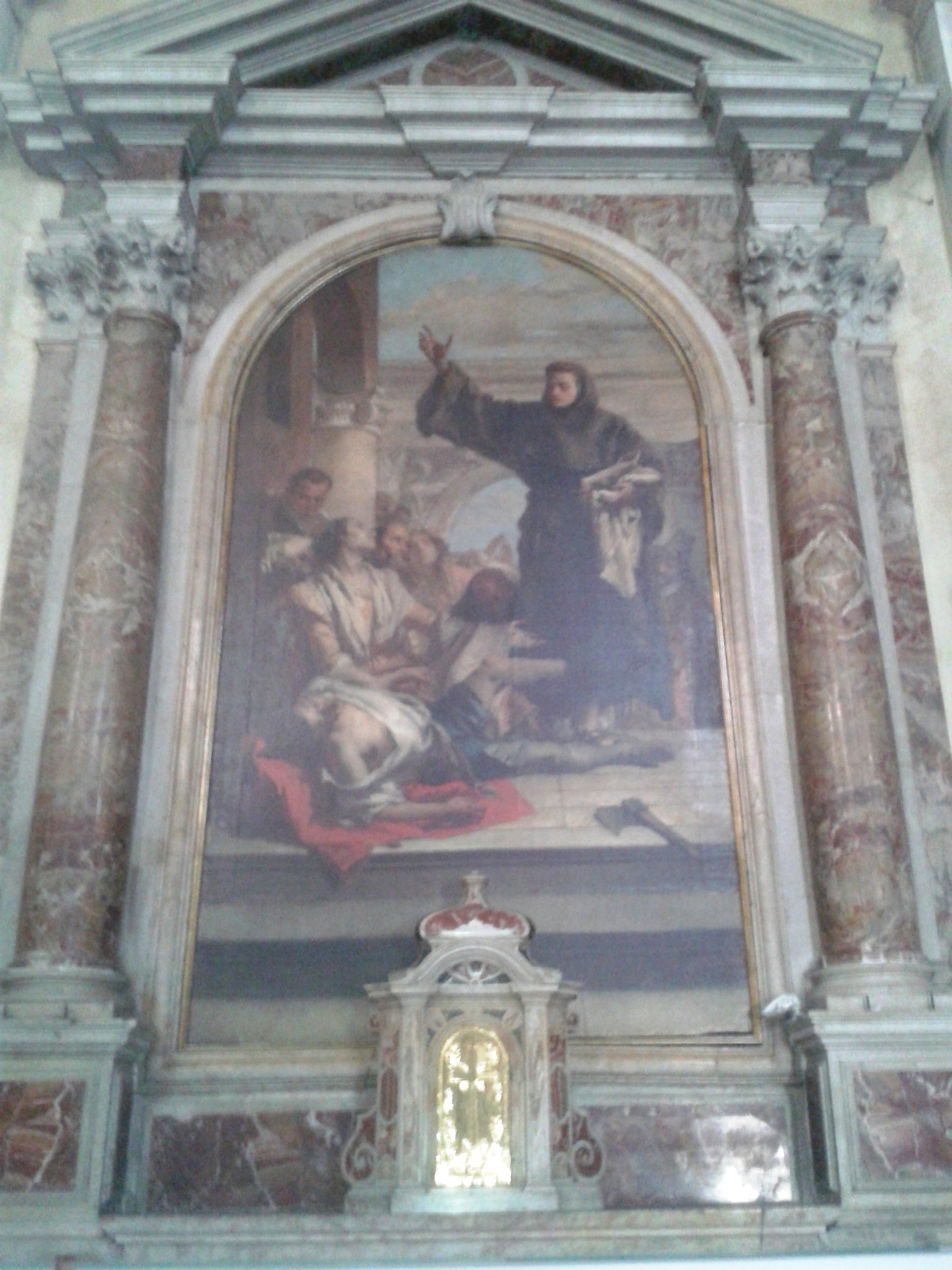
Pala del Miracolo di Sant'Antonio di Giambattista Tiepolo.

Anche l'interno è, dal punto di vista architettonico, essenziale: la navata è unica, l'ordine corinzio e le decorazioni a finto marmo sono di colore grigio.
Il soffitto, piatto, è maestosamente affrescato con il Giudizio Universale, opera più significativa del pittore di Belluno Giovanni De Min.
Le altre principali opere sono: le statue degli angeli e del San Michele Arcangelo sono dello scultore di Asolo Giuseppe Torretto maestro di Antonio Canova inserite nel grandioso Altar Maggiore, dello stesso autore.
Una pala d'altare Miracolo di Sant'Antonio è opera di Giambattista Tiepolo, eseguita nel 1760. Il pittore villeggiava in zona, in un suo palazzo di Zianigo. Un'altra pala importante del 1583 è quella del pittore Paolo Fiammingo per l'altare di San Girolamo.

#### Organo a canne
Nel Duomo di Mirano, sopra la cantoria, si trova l'organo Mascioni opus 442, costruito nell'anno 1931. A trasmissione elettrica, conta 28 registri suddivisi fra le due tastiere e la pedaliera.